# Lucio Papirio Craso (cónsul 436 a. C.)
Lucio Papirio Craso  fue un político y militar romano del siglo V a. C. perteneciente a la gens Papiria. Ocupó el consulado en dos ocasiones.

## Familia
Craso fue miembro de los Papirios Crasos, una rama patricia de la gens Papiria.

## Carrera pública
Fue nombrado cónsul en el año 436 a. C. Con el otro cónsul, Marco Cornelio Maluginense, recibió el encargo de llevar la guerra a los territorios veyentes y faliscos que saqueó al no encontrar enemigo al que presentar batalla. Tampoco pudo sitiar ninguna ciudad porque se desató una epidemia en Antigua Roma.
Repitió consulado en el año 430 a. C., durante el cual se concedió a los ecuos una tregua de ocho años. Junto con su colega consular, Lucio Julio Julo, se adelantó a los tribunos de la plebe en la presentación de una ley sobre las multas, deseada por la plebe, gracias a la filtración de otro tribuno de la plebe.